# Radior
Radior était un fabricant de motos et de bicyclettes françaises, entre 1926 et 1955.
Située à Bourg-en-Bresse, la société Radior fut fondée par Joseph Chapolard, en 1904, dans le but de fabriquer des machines à coudre, du matériel d'agriculture et des cycles.
La firme disparut en 1955, puis fut refondée en SUMAC, pour fabriquer les pièces détachées (fermeture en 1961).

## Histoire

### Génèse
L'entreprise Radior naît en 1904 à Bourg-en-Bresse grâce à Joseph Chapolard, commerçant de la région. Profitant du  progrès technique de l’époque, il propose différents services comme que la réparation de machines à coudre, de bicyclettes ou d'engins motorisés.
Par la suite, l'entreprise se met à produire ses propres machines à écrire, ses machines à coudre, ses cycles ainsi que ses propres engins agricoles. Devenant prospère, l’entreprise commence à construire des motocyclettes dès 1926 dont le premier modèle est présenté au Salon de Paris. Cette moto est un 175 cm3 dotée d’un moteur Moser. Très vite, elle s’oriente et se spécialise dans les petites cylindrées qui feront le succès de l'entreprise dont la populaire Radiorette.
Dans les années 1930, Eugène Goubet rejoint l'entreprise et entreprend la fabrication de mécaniques nommées Nervor. Plusieurs modèles de motocyclettes et de vélomoteurs sont alors construits avec des moteurs Nervor.

### Crise et disparition

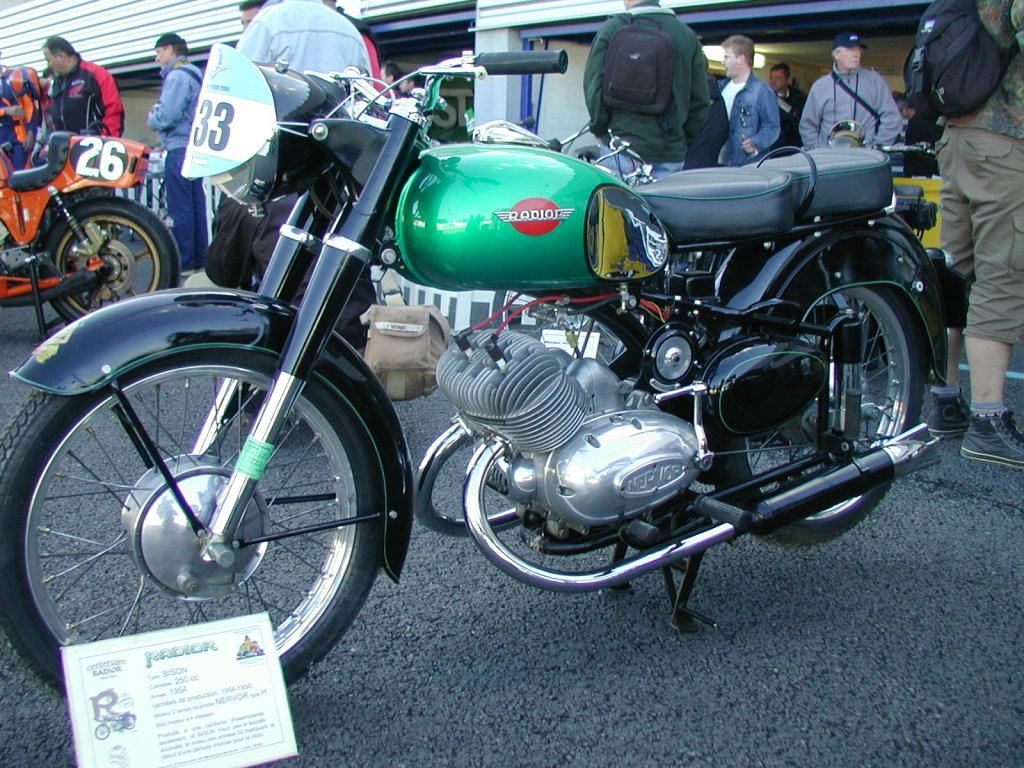
Modèle Radior Bison 250 de 1954 équipé d'un moteur Nervor

La Seconde Guerre mondiale freine la production mais reprend dès 1946 grâce à l'explosion de la demande de moyens de transport économique. Les vélomoteurs remettent l’usine sur pied et le succès du modèle RN3T permet à Radior d’élargir sa gamme avec des cylindrées plus importantes et des moteurs à quatre temps AMC.
La marque semble pouvoir prospérer sur le long terme et se lance donc dans l’étude d’un nouveau modèle : un bicylindre deux temps dénommé Bison. Dans le même temps, l'entreprise vend ses moteurs à plusieurs constructeurs et se lie avec Terrot et NSU. Néanmoins, les années 1950, la crise frappe la filière motocycliste qui cause la disparition de l'entreprise.

## Modèles
Moteurs de 50 à 500 cm³, à deux et quatre temps.
Il y eut des modèles à moteur Moser, AMC, NSU, VAP, JAP et Nervor (marque maison).